# Marc Braillon
Marc Braillon, né le 6 mars 1933 à Grenoble et mort le 23 août 2013 à Lantignié (Rhône), est un dirigeant d'entreprise et grand patron français. Il fut entre 1963 et 1992 le patron de la société multinationale d'emploi intérimaire R.M.O basé à Meylan de 1964 jusqu'à sa faillite en août 1992.

## Biographie
Marc Braillon naît en 1933 à Grenoble (Isère) dans une famille modeste. Peu passionné par les cours, il obtient un CAP au milieu des années 1950. Il devient vendeur itinérant ou journaliste au Dauphiné libéré jusqu'en 1956. Il s'engage alors comme aspirant dans le 8e régiment d'infanterie mobile de Saïda durant la guerre d'Algérie. Il gardera de cette période de solides contacts avec le Maghreb. Il crée en 1964 en compagnie de son frère Jacques et d'un ami la société R.M.O (Relation Main d'Œuvre), qui prospère d'abord dans le BTP avant de s'attaquer à l'intérim au tournant des années 1980.

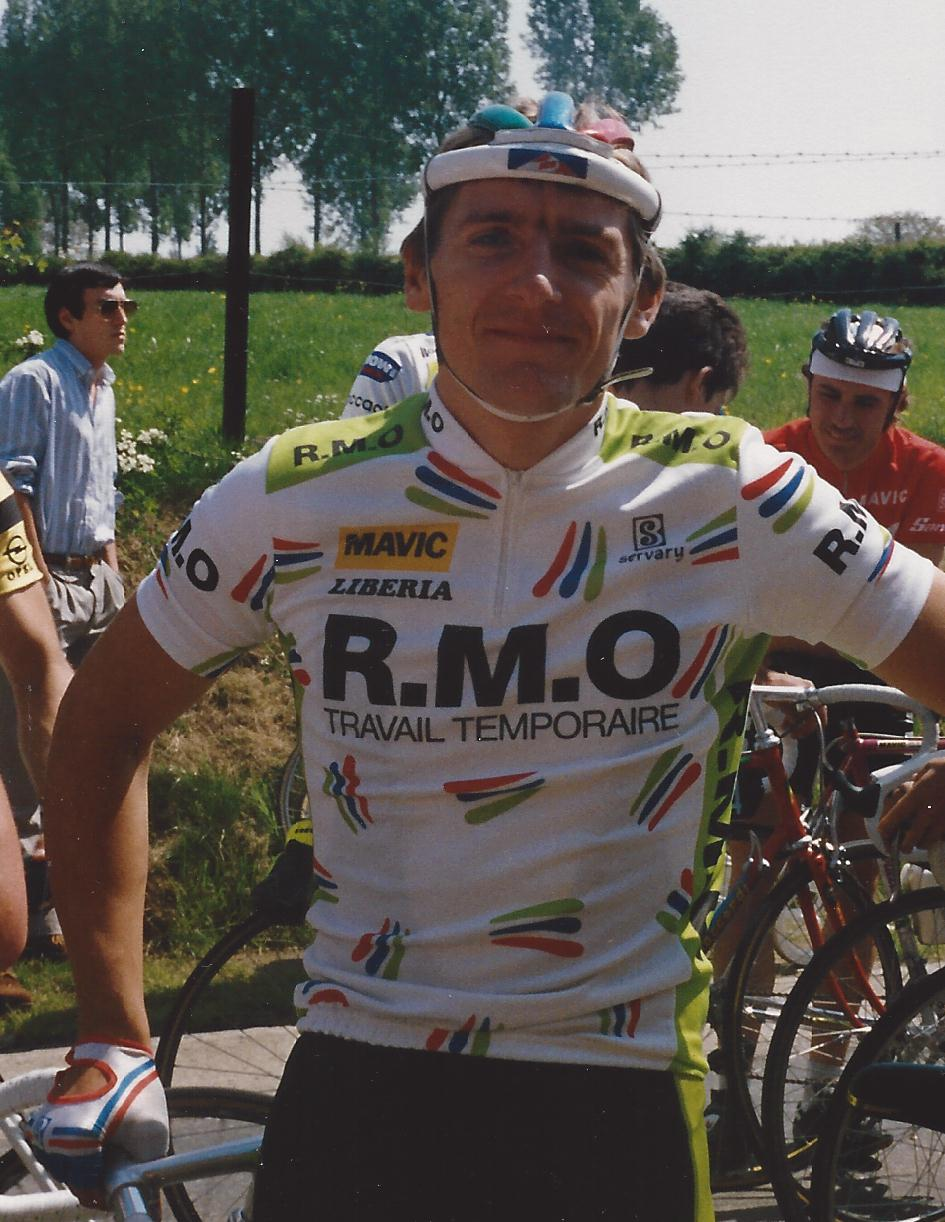
Michel Vermote sous les couleurs de l'équipe RMO.

Passionné par les sports, il se fait remarquer par sa gouaille lors des rencontres de football où il n'hésite pas à arbitrer les matchs puisqu'il est lui-même arbitre fédéral.
Il est l'historique président du club de football de Grenoble entre 1983 et 1990.
Durant cette période, le club forme un futur champion du monde Youri Djorkaeff, et de grands joueurs, à l'image de Zdenek Nehoda, Plamen Markov ou de Gustavo Poyet ainsi que l'international français Didier Christophe portent les couleurs alpines.
Marc Braillon est aussi sponsor maillot avec son entreprise RMO du Toulouse Football Club en Division 1 lors des saisons 1982-1983 et 1983-1984.
Il décide aussi d'investir dans le cyclisme entre 1986 et 1992 avec un rêve, participer et remporter le Tour de France. À la tête de l'équipe cycliste RMO qui voit les débuts de Richard Virenque et les bonnes performances de son leader Charly Mottet , le cyclisme permet à sa firme de devenir la cinquième société française d'intérim.
Marc Braillon dirige également l’écurie de boxe RMO avec notamment René Jacquot qui sera sacré champion du monde en 1989, mais aussi Taoufik Belbouli ou Akim Tafer.
Il se fait aussi distinguer en voile de 1990 à 1992 en sponsorisant le trimaran du Suisse Laurent Bourgnon qui finit la Route du Rhum en troisième position en 1990.
En 1992, le rêve s'écroule et Marc Braillon, refusant obstinément de vendre sa firme, entraîne la chute de son empire. Il est mis en examen pour détournement de fonds et escroquerie, l'entreprise devant 750 millions de francs à ses créanciers.
Il laisse alors son frère Jacques de trois ans son cadet reprendre en main la filiale marocaine et prend sa retraite à Meylan où il fut très longtemps en compagnie de son épouse adjoint au maire.
En 1994, il relate sa vie dans un livre intitulé De la passion d'entreprendre à la prison sans comprendre.
En 1996, la justice le condamne à cinq ans de prison et dix ans de faillite, verdict réduit en appel à 300 000 francs d'amende et du sursis,.
En 2009, il est décoré de la croix de la Valeur militaire pour ses faits d'armes en Algérie.‌